# Piazza Ignazio Ciaia
La Piazza Ignazio Ciaia è il centro vitale della città di Fasano, di forma quadrangolare e rivestita di pietra calcarea bianca, è intitolata al patriota-poeta Ignazio Ciaia, martire della Repubblica Napoletana del 1799.

## Storia
Nel XVII secolo Fasano, da Casale si è trasformato in un piccolo paese, che contando appena 300 nuclei familiari nel 1560, tutti dediti all'agricoltura, si va sviluppando demograficamente ed economicamente fino a raggiungere, nella seconda metà del '700 una popolazione di oltre 7 000 abitanti. La città antica compresa nella cinta muraria non basta più e presto nasce il nuovo Borgo che va espandendosi, soprattutto verso est, con la costruzione di nuove abitazioni, palazzi signorili, la Chiesa di San Nicola, costruita appena fuori le mura e aperta al culto nel 1956. Rimane un ampio spazio quadrangolare tra la "porta vecchia", quella dell'attuale ingresso a via del Bali, e i nuovi quartieri che nascono nel quadrilatero delimitato dagli attuali corso Vittorio Emanuele e Garibaldi. Il largo chiamato volgarmente "Piazza Nuova del Borgo" o "Piazza Maggiore" si contrappone alla vecchia Piazzetta del Seggio e la sostituisce nella sua funzione di piazza principale del paese.
La piazza diventa teatro degli scontri politici che caratterizzano il secolo dei lumi: i giacobini, esaltati dalle lettere che Ignazio Ciaia spedisce loro da Napoli, coinvolgono le popolazioni con feste e manifestazioni a favore della Repubblica Napoletana e della rivoluzione ma presto i rancori con la fazione opposta dei conservatori (realisti) esplodono violentemente. Il 7 gennaio 1799 avvenne lo scontro tra le due opposte fazioni i realisti appiccano il fuoco alla casa dei Ciaia e si diedero al saccheggio e ai sequestri di persona, tanto che i principali esponenti del Partito Giacobino sono costretti a fuggire.
Gli eventi precipitano e con l'avanzata del Cardinal Ruffo, i realisti che erano, a loro volta, fuggiti all'arrivo del presidio francese, rientrano in segreto a Fasano e si abbandonano a feroci vendette. Il 27 aprile 1799 i più accaniti tentano di abbattere l'albero della Libertà, issato in piazza, ma vengono esplosi contro di loro, da alcuni franchi tiratori, dei colpi di fucile che provocano un morto ed un ferito. La reazione è immediata e vede compiersi proprio in piazza, sotto la statua della Madonna del Pozzo, l'episodio più feroce di quell'insanguinato periodo: l'orribile linciaggio di Anna Teresa Stella, militante giacobina. Oggi le è dedicata una targa commemorativa proprio in corrispondenza della statua della Madonna.
Con la caduta del Regno delle Due Sicilie, la piazza cambia il suo antico aspetto: è già in progetto la costruzione del nuovo Palazzo Comunale e il conseguente ingrandimento e sistemazione della nuova Piazza che con Delibera del Consiglio Comunale (n. 70 del 3.10.1899), si decide di intitolarla a Ignazio Ciaia, ricorrendo il centenario della sua morte. La cerimonia di inaugurazione avviene il 15 dicembre 1899 e l'affissione della targa commemorativa. 
Altre notevoli trasformazioni architettoniche, tra cui l'ultima del 1987 che ha visto la piazza colorarsi del bianco delle chianche locali, ne hanno periodicamente modificato l'aspetto.

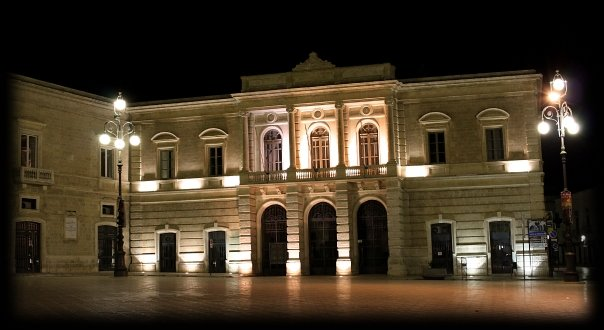
Palazzo del Balì di notte

## Descrizione
Sul quadrilatero della piazza si affacciano altri incantevoli palazzi signorili:
- lato sud la Torre dell’Orologio, con il suo ampio loggiato;
- lato ovest il Palazzo Gaito, nella cui nicchia ricavata nella parete è inserita la statua della Madonna del Pozzo, patrona della città;
- lato nord il Palazzo Municipale, costruito sull'antico castello baliale;
- lato est il Palazzo Latorre, edificato nella seconda metà dell’800, caratteristico per la sua loggia;
- lato est la Chiesa di San Nicola, edificata nel 1596, al di fuori delle antiche mura che cingevano il casale.

Sul fianco della Torre dell'Orologio si imbocca via Carlo Alberto, una stradina pedonale alberata, che giunge prima a Parco della Rimembranza e proseguendo per via S. Francesco si arriva, superando il Torrione, alla Chiesa S. Francesco da Paola.
Sul lato ovest si apre il centro storico, lungo via del Balì si osserva l’Arco del Balì a destra, un portale a cui si accede al cortile del vecchio castello sede del Balì dei Cavalieri di Malta fino a giungere nella piazzetta di Largo Seggio, ove si affacciano il Palazzo dell’Università con la sua loggia, antica sede della municipalità cittadina, la sede della Biblioteca Comunale Ignazio Ciaia e continuando fino alla Chiesa di San Giovanni Battista.
Costeggiando il Palazzo Municipale, verso nord, comincia uno dei corsi principali della città Corso Vittorio Emanuele: a sinistra del corso troviamo la Chiesa di Sant'Antonio Abate, edificata nel 1603 a fianco del Convento dei frati Minori Osservanti. Proseguendo sempre a destra del corso scorgiamo la facciata tardo-barocca della Chiesa del Purgatorio.
Sul lato mare (est) della piazza prosegue l'arteria della cittadina di Corso Garibaldi, delimitato da ambo i lati da incantevoli palazzi signorili quasi tutti in stile neoclassico. Di rilievo sono i due palazzi più particolari che svettano sul corso: Palazzo Colucci, appartenente all’omonima famiglia, edificato alla fine del XVIII secolo di colore rosso pompeiano, e Palazzo Albano, in stile barocco-rococò costruito nel 1693 dal capitano spagnolo Mogavèro, oggi vincolato dalla Soprintendenza come bene di interesse storico-monumentale.
Al centro della piazza e rivolto verso Palazzo del Balì, è posto lo stemma cittadino.

## Curiosità
- In origine, fino al 1966, la partenza della Cronoscalata Fasano-Selva era ubicata proprio in Piazza Ciaia di fronte al Palazzo comunale, il percorso continuava verso via San Francesco e poi in Via Taranto fino alla S. S. 172 dir. dei Trulli e quindi alla Selva di Fasano.
- Dal 1980 al 1986, la piazza veniva utilizzata come campo da gioco della nascente Pallamano Junior Fasano, data la mancanza di un impianto coperto. Nel 1986-'87 la squadra ha giocato nel campo scoperto nel cortile della Scuola Elementare "Collodi", dal 1990 al 2002 nella palestra dell'I.T.C. "Salvemini" e dal 2002 nella palestra "Franco Zizzi" presso l'I.T.I.S..